# Rivière aux Chiens (Côte de Beaupré)
Pour les articles homonymes, voir Rivière aux Chiens.
La Rivière aux Chiens coule vers le sud, sur la rive nord du fleuve Saint-Laurent, dans la municipalité de Sainte-Anne-de-Beaupré, dans la municipalité régionale de comté (MRC) de La Côte-de-Beaupré dans la région administrative de la Capitale-Nationale, dans la province de Québec, au Canada. Elle se jette dans le fleuve Saint-Laurent à Beaupré.
La partie inférieure de cette petite vallée est desservie par l'avenue Royale (route 360) et la route 138 qui longe la rive nord du fleuve Saint-Laurent. La partie intermédiaire comporte un relief montagneux et est accessible uniquement par le chemin de la d'Auteuil. La partie supérieure est desservie par une route forestière. La sylviculture constitue la principale activité économique de cette vallée ; l'agriculture (dans la plaine inférieure) en second.
La surface de la rivière aux Chiens est généralement gelée du début de décembre jusqu'à la fin de mars ; toutefois la circulation sécuritaire sur la glace se fait généralement de la mi-décembre à la mi-mars. Le niveau de l'eau de la rivière varie selon les saisons et les précipitations ; la crue printanière survient en mars ou avril.

## Géographie
La rivière aux Chiens prend naissance à la confluence de deux ruisseaux dans les montagnes à l'arrière de la Côte-de-Beaupré, au nord du mont Sainte-Anne, dans Sainte-Anne-de-Beaupré. Cette source est située à 3,0 km au nord-est de la source de la rivière des Sept Crans ; 3,7 km au sud-est d'une courbe de la rivière Smith ; à 8,1 km à l'ouest du Bourg-les-Neiges de Beaupré ; et 12,6 km au nord-ouest de l'embouchure de la rivière aux Chiens.
À partir de cette source, le cours de la rivière aux Chiens descend sur 17,0 km, avec une dénivellation de 639 m, selon les segments suivants :
- 2,5 km vers le sud, en courbant vers le sud-est, en recueillant deux ruisseaux (venant de l'ouest) et trois (venant du nord), en traversant une série de rapides en fin de segment, jusqu'à la décharge (venant du nord) de deux lacs ;
- 1,8 km vers le sud-est en traversant une longue série de rapides, jusqu'à un ruisseau (venant du nord-est) ;
- 4,4 km vers le sud-est, puis le sud, dans une vallée encaissée, en traversant plusieurs séries de rapides, jusqu'à la confluence de la rivière des Sept Crans (venant du nord-ouest) ;
- 2,7 km vers le sud-est dans une vallée encaissée, entièrement en zone de rapides, jusqu'à un ruisseau (venant du sud-ouest) correspondant au Chaudron à Gaudreault ;
- 2,2 km vers le sud-est en formant un crochet vers l'ouest en mi-segment, en traversant le Quatrième Bassin, puis courbant vers l'ouest en fin de segment, jusqu'au ruisseau Rouge (venant de l'est) ;
- 2,8 km d'abord vers le sud en formant une boucle vers l'est et un crochet vers le sud-ouest jusqu'à un coude de rivière, puis vers l'est, jusqu'à la route 360. Note : En fin de ce segment, le cours de la rivière passant au sud du hameau Casgrain et au nord du hameau Sainte-Anne-Ouest ;
- 0,6 km vers l'est en passant sous la route 138, jusqu'à son embouchure[2].

Le dernier 1,0 km de son cours sert de limite entre les municipalités de Beaupré et de Château-Richer.
La rivière aux Chiens se déverse dans Beaupré sur la rive nord-ouest du fleuve Saint-Laurent. Cette embouchure fait face à la pointe nord de l'Île d'Orléans laquelle est distante de 2,0 km par la partie nord du Chenal de l'Île d'Orléans. Cette embouchure est située entre le centre de Sainte-Anne-de-Beaupré (situé à 3,8 km du côté nord-est) et le village de Château-Richer (situé à 6,2 km du côté sud-ouest). Cette confluence est située à 19,0 km au nord-est du pont reliant l'Île d'Orléans à L'Ange-Gardien.

## Toponymie
La désignation toponymique Rivière aux Chiens paraît sur deux cartes de Jean Bourdon (vers 1641), sous la forme au singulier ; cette mention laisse croire que le toponyme était en usage bien auparavant.
À cette époque, le terme chien dans le toponyme des affluents de l'estuaire du Saint-Laurent évoquait la présence de phoques ou chiens de mer à l'embouchure de la rivière, peut-être même une aire de vêlage. Au début de la colonie française en Amérique, les colons abattaient des phoques en face de la ville de Québec.
Néanmoins, les historiens se perdent en conjectures sur le motif d'attribution de ce nom. Fait-il allusion à des phoques appelés communément chiens de mer ou à la race canine? Dans son bref Essai de toponymie de la Côte de Beaupré, composé à une date inconnue, le rédemptoriste C.-E. Marquis énonce quelques hypothèses sur le motif d'attribution de ce toponyme. L'une d'elles fait mention de chiens errants que les premiers colons durent abandonner à leur sort lorsque les frères Kirke, qui avaient pris et occupé Québec de 1629 à 1632, rasèrent la ferme du cap Tourmente. Un bureau de poste ouvert à cet endroit, en 1893 ou en 1894 selon les auteurs, a porté le nom de Rivière-aux-Chiens jusqu'en 1964, alors qu'on lui a substitué celui de Sainte-Anne-de-Beaupré-Ouest.
Le toponyme Rivière aux Chiens a été officialisé le 4 avril 1982 à la Banque des noms de lieux de la Commission de toponymie du Québec.